# Ooredoo
Cet article concerne l'entreprise Ooredoo. Pour les filiales, voir Ooredoo (Algérie) et Ooredoo (Tunisie).
Ooredoo (Qtel pour Qatar Telecom jusqu'en mars 2013) est une société de télécommunication d'origine qatarie. Elle possède plusieurs participations dans Wataniya Telecom, Nawras, Tunisiana, Asiacell, Indosat. La société est présente au Moyen-Orient, en Europe, en Asie et en Afrique du Nord, incluant l'Algérie, l'Indonésie, l'Irak, le Koweït, la Birmanie, les Maldives, ou encore la Tunisie. Ooredoo a déclaré dans un communiqué avoir plus de 114 millions de clients en septembre 2015.
Les actions de Ooredoo sont inscrites à la bourse du Qatar et à l'Abu Dhabi Securities Exchange.

## Histoire
En juin 2012, Qtel acquiert 30 % d'Asiacell pour monter à 60 % pour 1,47 milliard de dollars. En aout 2012, Qtel acquiert les 42,7 % dans Wataniya Telecom qu'il ne possédait pas pour 2,2 milliards de dollars. Wataniya Telecom est présent surtout en Tunisie et en Algérie.
En février 2013, l'entreprise annonce son changement de nom en Ooredoo, transcription en caractère latin de « Je veux » en arabe.
Le 16 septembre 2013, Walt Disney Company MENA (Moyen-Orient, Afrique du Nord) et Ooredoo signent un contrat pour de la vidéo à la demande multi plateforme.
En septembre 2021, Ooredoo annonce fusionner ses activités indonésiennes avec celle de 3, chacune ayant après la fusion une participation de 50 % dans une holding contrôlant 65,6 % d'Indosat Ooredoo Hutchison, le reste étant contrôlé par le gouvernement indonésien et d'autres actionnaires.

## Mobile Money
Au Qatar, Ooredoo propose depuis 2011 des services de paiement mobile, sous le nom Ooredoo Mobile Money. Ooredoo met en avant la possibilité d'envoyer de l'argent dans de nombreux pays grâce à un partenariat avec MoneyGram, et revendiquait 100 000 inscrits en juin 2013. Le service s'adresse avant tout aux personnes non bancarisées, notamment aux travailleurs migrants installés au Qatar.

## Présence dans le monde
Afrique
- Algérie[11]
- Tunisie[11]

Asie
- Arabie Saoudite
- Émirats arabes unis
- Indonésie
- Irak
- Koweït
- Laos
- Maldives[11]
- Myanmar[11]
- Oman
- Qatar[11]
- Pakistan
- Palestine

## Sponsor
- En septembre 2013, Ooredoo signe un partenariat avec le Paris Saint-Germain pour renommer le Camp des Loges en « Centre d'entraînement Ooredoo »[12].